# Cuniculinella
Cuniculinella es un género de foraminífero bentónico de la subfamilia Pseudoschwagerinae, de la familia Schwagerinidae, de la superfamilia Fusulinoidea, del suborden Fusulinina y del orden Fusulinida. Su especie tipo es Cuniculinella tumida. Su rango cronoestratigráfico abarca el Asseliense superior (Pérmico inferior).

## Discusión
Clasificaciones más recientes incluyen Cuniculinella en la superfamilia Schwagerinoidea, y en la subclase Fusulinana de la clase Fusulinata. Algunas clasificaciones han incluido Cuniculinella en la Subfamilia Pseudofusulininae.

## Clasificación
Cuniculinella incluye a las siguientes especies:
- Cuniculinella acuta †
- Cuniculinella ampla †
- Cuniculinella calx †
- Cuniculinella darwinensis †
- Cuniculinella elongata †
- Cuniculinella extenso †
- Cuniculinella fusiformis †
- Cuniculinella inflata †
- Cuniculinella inyoensis †
- Cuniculinella meloformata †
- Cuniculinella mesaensis †
- Cuniculinella mira †
- Cuniculinella munda †
- Cuniculinella parva †
- Cuniculinella rotunda †
- Cuniculinella solita †
- Cuniculinella tumida †
- Cuniculinella turgida †
- Cuniculinella ventricosa †